# Un Natale con i fiocchi
Un Natale con i fiocchi è un film per la televisione del 2012 diretto dal regista Giambattista Avellino. Si tratta del secondo film TV direttamente prodotto da Sky Italia, andato in onda in prima visione il 25 dicembre 2012 su Sky Cinema 1. Il film è stato girato a Sulmona.

## Trama
Alex è un malvivente che si guadagna da vivere rubando auto e facendo l'autista per rapine. Un giorno, mentre sta aspettando i suoi complici fuori da una banca viene riconosciuto da Lino Fiocchi, un suo vecchio amico d'infanzia che nel frattempo è entrato in polizia. Lino gli chiede un passaggio per andare in commissariato, ma si rende subito conto che qualcosa non va nell'amico e si accorge che la macchina su cui Alex si trova è stata rubata.
Per non essere arrestato Alex gli racconta di aver perso il posto di lavoro perché esodato, e di aver rubato la macchina per poter pagare le cure al figlio malato. Lino, impietosito, decide di non arrestarlo e di invitare a cena Alex e la sua famiglia per conoscerli e poterli aiutare. Alex accetta e assume Barbara, una escort che vive sopra casa sua, e suo figlio a recitare il ruolo della sua famiglia.
Alex nel frattempo deve riconquistare la fiducia del suo capobanda dopo aver fatto fallire il colpo alla banca, ma Lino con le sue continue interferenze lo mette in seria difficoltà generando numerosi equivoci.